# Hermitage Township (Missouri)
Hermitage Township est un ancien township du comté de Hickory dans le Missouri, aux États-Unis,.